# Liesel Jakobi
Elisabeth »Liesel« Jakobi-Luxenburger, nemška atletinja, * 28. februar 1939, Saarbrücken, Nemčija.
Ni nastopila na poletnih olimpijskih igrah. Leta 1958 je postala evropska prvakinja v skoku v daljino. 